# フランク・ガスタンビドゥ
フランク・ガスタンビドゥ（Franck Gastambide、1978年10月31日 - ）は、フランスの俳優、映画監督、脚本家、プロデューサー。2009年に、 Canal+初のウェブシリーズ『Kaïra Shopping』を制作した。このシリーズは後にテレビで放映され、2012年には映画化もされた。ペプシコーラのコマーシャルも手掛けている。2019年に日本で公開されたTAXi ダイヤモンド・ミッションでは、主役のシルヴァン・マロを演じた。

## 来歴
13歳の頃、モロシアン犬種の訓練に興味を持つ。警備員の資格を取得した後、ホームセンターチェーンのルロワメルランで働きながら犬の訓練を続け、20歳の頃に危険な犬種の専門家となった。22歳の頃、ロットワイラーとピットブルのトレーナーとして、映画『クリムゾン・リバー』の撮影に参加する。2004年には、映画『The Magnificent Four』の撮影に参加した。
2000年に制作された映画『クリムゾン・リバー』の撮影中に監督のマチュー・カソヴィッツと親しくなったフランクは、マチューの紹介で、監督のキム・シャピロンとロマン・ガヴラスと出会い、短編映画やミュージックビデオに出演し、俳優としてのキャリアをスタートさせた。
2009年に『Kaïra Shopping』（日本未公開）のパイロット版を撮影した。郊外を舞台にしたテレビショッピングのパロディシリーズで、機材も一切使わず、ワンテイクで撮影された作品だったが大成功を収め、このシリーズの登場人物3人（フランク・ガスタンビドゥ、メディ・サドゥン、ジブ・ポクティエ）は、俳優のラムジー・ベディアから映画『Il reste du jambon?』（日本未公開）への出演依頼を受けた[1]。この『Kaïra Shopping』シリーズはCanal+初のwebシリーズとなり、その後3シーズン制作された。[1]。Pepsiが放送当初から番組のウェブスポンサーとなり、2009年から2011年にかけては、ペプシブランドの広告キャンペーンを監督することになった。特にエリック・カントナ[1]の広告を監督したことで有名である。
フランスの配給会社であるマンダリン・シネマ社のプロデューサー陣と契約を結び、『Kaïra Shopping』の長編映画化となる『Les Kaïra』を脚本・監督した。Canal+ウェブシリーズのキャラクターが映画化されるのはこれが初めてである。カンヌ国際映画祭の「オフ」上映会において初上映され、2012年7月11日に劇場公開された。批評家・一般から高い評価を受け、100万人以上の観客を動員。2012年のフランス映画興行収入第1位になった。